# Johann George Tromlitz

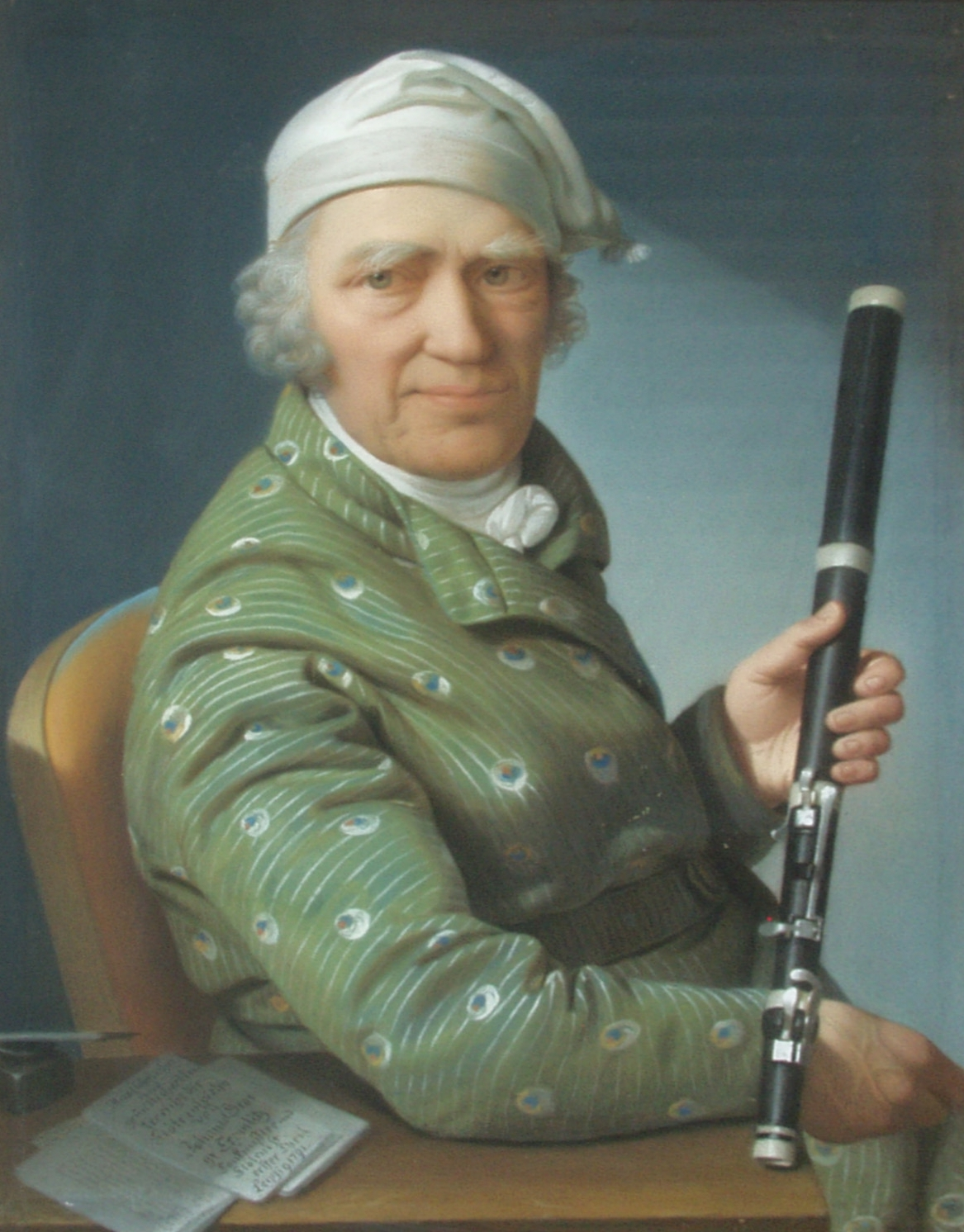
Johann George Tromlitz, Porträt von Daniel Caffé, um 1803

Johann George Tromlitz (* 8. November 1725 in Reinsdorf; † 4. Februar 1805 in Leipzig) war ein deutscher Flötist, Flötenbauer und Komponist.

## Leben
Der im thüringischen Reinsdorf als Sohn eines Grenadiers geborene Johann George Tromlitz besuchte zunächst in Gera die Schule, heiratete 1747 und studierte ab 1750 an der juristischen Fakultät der Universität Leipzig. Das Studium beendete er mit dem Titel eines Notarius Publicus Caesareus (kaiserlicher Notar). Über seine musikalische Ausbildung, die vermutlich erst spät begonnen hat, ist nichts bekannt, aber 1754 trat er als Soloflötist in das Leipziger Große Konzert (ein Vorläufer des Gewandhausorchesters) ein; Konzertreisen führten ihn in den folgenden Jahren als Solisten bis nach Sankt Petersburg. 1776 zog er sich aus dem öffentlichen Leben zurück.
Johann George Tromlitz war ein Urgroßvater der Pianistin und Komponistin Clara Schumann.

## Flötenbauer, Komponist und Pädagoge
Unzufrieden mit den klanglichen und intonatorischen Problemen der einklappigen Traversflöte beschäftigte sich Tromlitz seit seiner Studienzeit mit dem Flötenbau, betrieb diesen später auch kommerziell, und erweiterte das Quantz’sche Flötenmodell um weitere Klappen. Am Ende seiner rund 40-jährigen Tätigkeit stand (neben anderen Modellen) eine mit 8 Klappen versehene Flöte, die als Vorstufe der von Theobald Böhm entwickelten Querflötenmodelle gelten kann. Von den Instrumenten Tromlitz’, die er zu (damals hohen) Preisen zwischen 6 und 40 Dukaten anbot, sind heute nur noch sechs in Privatbesitz und Museen erhalten geblieben. Auch der Dichter Eduard Mörike besaß eine Tromlitz-Flöte.
Tromlitz, auch als Flötenlehrer tätig, war außerdem Autor mehrerer didaktischer Schriften. 1791 erschien das Lehrwerk Ausführlicher und gründlicher Unterricht die Flöte zu spielen.
Tromlitz komponierte u. a. mehrere Partiten für Flöte solo, Flötenkonzerte und Sonaten für Flöte und Klavier; dabei steht er in der Nachfolge von Quantz und Carl Philipp Emanuel Bach.